# Czarnogoździce
Czarnogoździce (niem. Zwornogoschütz) – wieś w Polsce położona w województwie dolnośląskim, w powiecie milickim, w gminie Krośnice.

## Nazwa
W 1936 administracja niemiecka zmieniła historyczną, posiadającą słowiańskie pochodzenie nazwę Zwornogoschütz na Hohenwarte.

## Włączenie do Polski
W 1945 wieś została włączona do Polski, jej dotychczasową ludność wysiedlono do Niemiec.

## Podział administracyjny
W latach 1975–1998 miejscowość administracyjnie należała do województwa wrocławskiego.